# Amt Altenpleen
Het Amt Altenpleen is een samenwerkingsverband van 6 gemeenten in het  Landkreis Vorpommern-Rügen in de Duitse deelstaat Mecklenburg-Voor-Pommeren. Het Amt telt 7.527 inwoners. Het bestuurcentrum bevindt zich in de stad Altenpleen.

## Gemeenten
Het Amt bestaat uit de volgende gemeenten:
1. Altenpleen * (1.000)
2. Groß Mohrdorf (759)
3. Klausdorf (692)
4. Kramerhof (1.894)
5. Preetz (1.016)
6. Prohn (2.166)